# Stenhomalus suturalis
Stenhomalus suturalis är en skalbaggsart som beskrevs av Hayashi 1977. Stenhomalus suturalis ingår i släktet Stenhomalus och familjen långhorningar. Inga underarter finns listade i Catalogue of Life.